# Zabrotes sylvestris
Zabrotes sylvestris is een keversoort uit de familie bladkevers (Chrysomelidae). De wetenschappelijke naam van de soort werd in 1999 gepubliceerd door Romero & Johnson.